# Primera División de Chile 1939
Primera División de Chile 1939 var den chilenska högstaligan i fotboll för herrar för säsongen 1939, som slutade med att Colo-Colo vann för andra gången. Säsongen bestod av tre serier och mästaren blev det lag som fått flest poäng sammanlagt under de tre serierna. I den första serien deltog 10 lag, där alla mötte varandra en gång. Det lag som kom sist efter de nio omgångarna eliminerades inför den andra serien. Där deltog alltså 9 lag, som alla mötte varandra en gång var och efter åtta omgångar sammanställdes tabellen, och återigen eliminerades det sämst placerade laget. De åtta resterande lagen spelade ytterligare sju omgångar och efter det sammanställdes totaltabellen och en vinnare korades.
Unión Española skulle ha spelat denna säsong, men drog sig ur efter en match (2-4-förlust mot Colo-Colo) till följd av effekter av det spanska inbördeskriget. Matchen annullerades och inkluderas inte i tabellen.

## Första rundan
| Plac | Lag                  | Poäng | S | V | O | F | GM | IM | MSK |
| ---- | -------------------- | ----- | - | - | - | - | -- | -- | --- |
| 1    | Colo-Colo            | 13    | 9 | 6 | 1 | 2 | 38 | 19 | 19  |
| 2    | Santiago Badminton   | 13    | 9 | 6 | 1 | 2 | 32 | 21 | 11  |
| 3    | Magallanes           | 13    | 9 | 6 | 1 | 2 | 35 | 27 | 8   |
| 4    | Universidad de Chile | 11    | 9 | 5 | 1 | 3 | 24 | 15 | 9   |
| 5    | Santiago Morning     | 11    | 9 | 5 | 1 | 3 | 37 | 29 | 8   |
| 6    | Audax Italiano       | 10    | 9 | 4 | 2 | 3 | 28 | 24 | 4   |
| 7    | Universidad Católica | 9     | 9 | 4 | 1 | 4 | 22 | 28 | -6  |
| 8    | Santiago National    | 5     | 9 | 1 | 3 | 5 | 15 | 27 | -12 |
| 9    | Green Cross          | 4     | 9 | 2 | 0 | 7 | 21 | 34 | -13 |
| 10   | Metropolitano        | 1     | 9 | 0 | 1 | 8 | 14 | 42 | -28 |

## Andra rundan
| Plac | Lag                  | Poäng | S | V | O | F | GM | IM | MSK |
| ---- | -------------------- | ----- | - | - | - | - | -- | -- | --- |
| 1    | Colo-Colo            | 14    | 8 | 6 | 2 | 0 | 27 | 12 | 15  |
| 2    | Santiago Morning     | 11    | 8 | 5 | 1 | 2 | 25 | 16 | 9   |
| 3    | Audax Italiano       | 10    | 8 | 4 | 2 | 2 | 24 | 18 | 6   |
| 4    | Universidad Católica | 10    | 8 | 4 | 2 | 2 | 18 | 11 | 7   |
| 5    | Magallanes           | 9     | 8 | 3 | 3 | 2 | 18 | 19 | -1  |
| 6    | Green Cross          | 7     | 8 | 3 | 1 | 4 | 22 | 31 | -9  |
| 7    | Universidad de Chile | 5     | 8 | 2 | 1 | 5 | 11 | 17 | -6  |
| 8    | Santiago Badminton   | 3     | 8 | 1 | 1 | 6 | 14 | 18 | -4  |
| 9    | Santiago National    | 3     | 8 | 1 | 1 | 6 | 10 | 27 | -17 |

## Tredje rundan
| Plac | Lag                  | Poäng | S | V | O | F | GM | IM | MSK |
| ---- | -------------------- | ----- | - | - | - | - | -- | -- | --- |
| 1    | Colo-Colo            | 11    | 7 | 5 | 1 | 1 | 25 | 13 | 12  |
| 2    | Audax Italiano       | 8     | 7 | 3 | 2 | 2 | 21 | 17 | 4   |
| 3    | Santiago Morning     | 8     | 7 | 4 | 0 | 3 | 22 | 18 | 4   |
| 4    | Green Cross          | 8     | 7 | 3 | 2 | 2 | 25 | 20 | 5   |
| 5    | Universidad Católica | 7     | 7 | 2 | 3 | 2 | 12 | 12 | 0   |
| 6    | Santiago Badminton   | 6     | 8 | 2 | 2 | 3 | 15 | 24 | -9  |
| 7    | Universidad de Chile | 4     | 7 | 1 | 2 | 4 | 14 | 20 | -6  |
| 8    | Magallanes           | 4     | 7 | 0 | 4 | 3 | 14 | 24 | -10 |

## Sluttabell
| Plac | Lag                  | Poäng | S  | V  | O | F  | GM | IM | MSK |
| ---- | -------------------- | ----- | -- | -- | - | -- | -- | -- | --- |
| 1    | Colo-Colo            | 38    | 24 | 17 | 4 | 3  | 90 | 44 | 46  |
| 2    | Santiago Morning     | 30    | 24 | 14 | 2 | 8  | 84 | 63 | 21  |
| 3    | Audax Italiano       | 28    | 24 | 11 | 6 | 7  | 73 | 59 | 14  |
| 4    | Universidad Católica | 26    | 24 | 10 | 6 | 8  | 52 | 51 | 1   |
| 5    | Magallanes           | 26    | 24 | 9  | 8 | 7  | 67 | 70 | -3  |
| 6    | Santiago Badminton   | 22    | 24 | 9  | 4 | 11 | 61 | 63 | -2  |
| 7    | Universidad de Chile | 20    | 24 | 8  | 4 | 12 | 49 | 52 | -3  |
| 8    | Green Cross          | 19    | 24 | 8  | 3 | 13 | 68 | 85 | -17 |
| 9    | Santiago National    | 8     | 17 | 2  | 4 | 11 | 25 | 54 | -29 |
| 10   | Metropolitano        | 1     | 9  | 0  | 1 | 8  | 14 | 42 | -28 |

| Primera División Vinnare av Primera División 1939 |
| ------------------------------------------------- |
| Chile                                             |
| Colo-Colo 2:a titeln                              |